# Цербини, Джон Баптист
Джон Баптист Цербини (англ. John Baptist Zerbini; 1839, Лондон — 29 ноября 1891, Мельбурн) — британский скрипач, альтист и пианист итальянского происхождения.

## Биография
Сын итальянского скрипача Джованни Батиста Цербини (1818—1889), переселившегося в Англию и игравшего в различных оркестрах. В 1860-70-е годы — один из постоянных участников известного лондонского цикла «Общедоступные концерты по понедельникам» (англ. Monday Popular Concerts): выступал как дирижёр, аккомпаниатор выступающих вокалистов и альтист в составе струнного квартета, в котором партнёрами Цербини были первая скрипка Вильгельмина Неруда (а иногда и Йозеф Иоахим), вторая скрипка Луи Рис и виолончель Альфредо Пиатти.
После смерти жены в 1885 году перебрался в Австралию, руководил собственным струнным квартетом, играл в первом составе созданного в Мельбурне симфонического оркестра, а также исполнял обязанности органиста в католическом Соборе Святого Франциска. Умер от разрыва сердца. Некролог «Нью-Йорк Таймс» отмечал свойственные Цербини «мастерство высочайшего порядка и абсолютное знакомство с каждой тонкостью своего инструмента».
Брат музыканта, Леандер Цербини, был автором ряда вокальных и хоровых сочинений, а также различных транскрипций.